# Agelena tenuis
Agelena tenuis là một loài nhện trong họ Agelenidae.
Loài này thuộc chi Agelena. Agelena tenuis được Henry Roughton Hogg miêu tả năm 1922.